# Jordi Mayoral
Pour les articles homonymes, voir Mayoral (homonymie).
Jordi Mayoral, né le 18 mai 1973 à Gérone, est un ancien athlète espagnol (catalan), spécialiste du 200 m.
Il a terminé 7e des Championnats du monde 1997 sur relais 4 × 100 m, en obtenant en demi-finale le record d'Espagne de la spécialité en 38 s 60, avec ses coéquipiers Frutos Feo, Venancio José et Carlos Berlanga.
Son meilleur temps est de 20 s 63, obtenu en 1995 à Vitoria.